# ماینرز اوکس (کالیفرنیا)
ماینرز اوکس (به انگلیسی: Meiners Oaks) یک منطقهٔ مسکونی در ایالات متحده آمریکا است که در شهرستان ونتورا، کالیفرنیا واقع شده‌است. ماینرز اوکس ۳٫۶۴۷ کیلومتر مربع مساحت و ۳٬۷۵۱ نفر جمعیت دارد و ۲۲۶ متر بالاتر از سطح دریا واقع شده‌است.